# Христианство в Боснии и Герцеговине
Христианство в Боснии и Герцеговине — одна из крупнейших (наряду с исламом) религий в стране.
Оценки численности христиан в стране весьма разнятся. По данным исследовательского центра Pew Research Center в 2010 году в Боснии и Герцеговине проживало 1,98 млн христиан, которые составляли 52,7 % населения этой страны. Энциклопедия «Религии мира» Дж. Г. Мелтона оценивает долю христиан в 2010 году в 39,4 % (1,55 млн верующих).
Крупнейшими направлениями христианства в стране являются православие и католицизм. В 2000 году в Боснии и Герцеговине действовало 632 христианские церквей, принадлежащие 13 различным христианским деноминациям.
Христианство в стране исповедуют сербы, хорваты, арумыны, черногорцы, итальянцы, болгары, румыны, украинцы, греки и венгры. Среди основного населения страны — боснийцев число христиан невелико.
Консервативные евангельские церкви страны объединены в Протестантский евангельский альянс Боснии и Герцеговины, связанный со Всемирным евангельским альянсом.